# Presidenti dell'India
I presidenti dell'India (Devanagari राष्ट्रपति, rashtrapati, cioè "signore del reame") si sono succeduti a partire dal 1950.
La residenza ufficiale del presidente è denominata Rashtrapati Bhavan (che in sanscrito significa "casa del presidente" o "residenza presidenziale"), la cui entrata principale (Gate 35) è situata in Prakash Vir Shastri Avenue (già North Avenue, nel distretto di Nuova Delhi).
La decisione di costruire l'edificio, che doveva servire da residenza per il vice-re dell'India, fu presa nel 1911 e i lavori affidati all'architetto Edwin Landseer Lutyens.

## Lista
| Presidente | Presidente | Presidente                           | Partito                     | Mandato          | Mandato          |
| Presidente | Presidente | Presidente                           | Partito                     | Inizio           | Fine             |
| ---------- | ---------- | ------------------------------------ | --------------------------- | ---------------- | ---------------- |
|            |            | Rajendra Prasad                      | Congresso Nazionale Indiano | 26 gennaio 1950  | 13 maggio 1962   |
|            |            | Sarvepalli Radhakrishnan             | Indipendente                | 13 maggio 1962   | 13 maggio 1967   |
|            |            | Zakir Hussain                        | Indipendente                | 13 maggio 1967   | 3 maggio 1969    |
|            |            | Varahagiri Venkata Giri (Ad interim) | Indipendente                | 3 maggio 1969    | 20 luglio 1969   |
|            |            | Muhammad Hidayatullah (Ad interim)   | Indipendente                | 20 luglio 1969   | 24 agosto 1969   |
|            |            | Varahagiri Venkata Giri              | Indipendente                | 24 agosto 1969   | 24 agosto 1974   |
|            |            | Fakhruddin Ali Ahmed                 | Congresso Nazionale Indiano | 24 agosto 1974   | 11 febbraio 1977 |
|            |            | Basappa Danappa Jatti (Ad interim)   | Congresso Nazionale Indiano | 11 febbraio 1977 | 25 luglio 1977   |
|            |            | Neelam Sanjiva Reddy                 | Janata Party                | 25 luglio 1977   | 25 luglio 1982   |
|            |            | Giani Zail Singh                     | Congresso Nazionale Indiano | 25 luglio 1982   | 25 luglio 1987   |
|            |            | Ramaswamy Venkataraman               | Congresso Nazionale Indiano | 25 luglio 1987   | 25 luglio 1992   |
|            |            | Shankar Dayal Sharma                 | Congresso Nazionale Indiano | 25 luglio 1992   | 25 luglio 1997   |
|            |            | Kocheril Raman Narayanan             | Congresso Nazionale Indiano | 25 luglio 1997   | 25 luglio 2002   |
|            |            | Abdul Kalam                          | Indipendente                | 25 luglio 2002   | 25 luglio 2007   |
|            |            | Pratibha Patil                       | Congresso Nazionale Indiano | 25 luglio 2007   | 25 luglio 2012   |
|            |            | Pranab Mukherjee                     | Congresso Nazionale Indiano | 25 luglio 2012   | 25 luglio 2017   |
|            |            | Ram Nath Kovind                      | Bharatiya Janata Party      | 25 luglio 2017   | 25 luglio 2022   |
|            |            | Droupadi Murmu                       | Bharatiya Janata Party      | 25 luglio 2022   | in carica        |